# Tatsuki Abe
Tatsuki Abe (japanisch 阿部 竜希; * 3. August 2003) ist ein japanischer Hürdenläufer, der sich auf die 110-Meter-Distanz spezialisiert hat.

## Sportliche Laufbahn
Erste internationale Erfahrungen sammelte Tatsuki Abe im Jahr 2022, als er bei den U20-Weltmeisterschaften in Cali mit 14,10 s in der ersten Runde über 110 m Hürden ausschied. 2025 siegte er in 13,47 s bei den World University Games in Bochum sowie kurz darauf in 13,23 s beim ISTAF Berlin.

## Persönliche Bestleistungen
- 110 m Hürden: 13,23 s (+0,6 m/s), 27. Juli 2025 in Berlin